# Desdemonin dům
Desdemonin dům je esej Liona Feuchtwangera vydaná v roce 1961 z autorovy pozůstalosti a zároveň i stejnojmenný výbor jeho kratších děl, který vyšel roku 1968 v českém překladu.
Představuje dvanáctý a současně i poslední díl edice spisů Liona Feuchtwangera vedené překladatelem, pedagogem a televizním a rozhlasovým redaktorem  Valterem Feldsteinem, která vycházela ve vydavatelství Odeon. Sestává z šesti povídek, dvou dramat a jedné literární eseje.

## Povídky

### Odysseus a prasata aneb Znechucení zkultury (1947)
Šedesátiletý Odysseus je znuděn životem na svém ostrově Ithaka jednotvárným životem i svým manželství s Pénelopou. Předá tedy dočasně vládu nad ostrovním královstvím svému synovi Télemachovi a vydá se na svoji druhou výpravu do země Fajáků na vzdálený ostrov Scherii.
Tam jej přivítá fajácký král Alkinoos, není však z jeho příjezdu a návštěvy nadšen, protože si nepřeje, aby byl rušen jeho klid. Odysseus také přiváží Alkinoovi hromadu podřadných darů. Udělá však na krále dobrý dojem, zejména mírně podlézavým vychvalováním jeho království, pokladů a schopností jeho lidu, a tak se mu Alkinoos postupně otevírá a provádí ho svými nejmilejšími místy. Scherzijský pěvec Démodokos Odyssea vyzývá, aby mu vyprávěl o dobrodružstvích, která prožil během jeho věhlasné pouti Odysseji. Když dojdou k příběhu z ostrova Aiaii, kde čarodějka Kirké, dcera boha slunce Hélia proměnila jeho muže ve vepře, narazí na rozpor. Podle předchozího vyprávění je Odysseus jejich prokletí zbavil pomocí kouzelné byliny moly, kterou dostal od božího posla Herma, a proměnil je zpět v lidi. Nyní se Odysseus přiznává, že to tak docela nebyla pravda, ale se že tehdy prasata před ním rozutekla, protože měla strach z kouzelné byliny, a tak se mu podařilo proměnit zpátky v člověka jediného muže, bezvýznamného vojáka Elpenora.
Démodokos si usmyslí, že raději bude Odysseova dobrodružství opěvovat podle původní verze. Nakonec král Alinoos připraví Odysseovi množství drahocenných darů a propouští jej domů. Neposkytne mu však tentokrát své rychlé a bezpečné lodi v naději, že na svých pomalých a nemotorných jen tak nedorazí domů a nebude všude vyprávět o bohatství Scherzie, což by mohlo vést k jejímu případnému plenění piráty.

### Dům v Zelené ulici (1942)
Profesor Carl Friedrich Rapp se věnuje studiu biblických historických pramenů a snaží se nalézt svědectví o životě Ježíše Krista v podání nějakého světského, pohanského autora, které by osvětlilo historické jádro Kristovy osobnosti. Údajně se mu takový důkaz podařilo najít ve svitcích  Symmacha Milétského, ale odkaz na historické dokumenty, které výsledky jeho bádání potvrzuje, pečlivě uschová v obavách, aby si jeho práci nepřisvojil někdo jiný.
Profesor Rapp žije v krásném domě v Zelené ulici v německém Battenbergu se svojí ženou Pavlínou a dcerou Hedvikou. Jejich rodinu začíná navštěvovat Franz Dierkopf, syn zahradníka, který kdysi v profesorově domě pracoval. Také studuje dějiny, dozví se o profesorově objevu a snaží se jeho tajemství vyzvědět. Uchází se tedy o Hedviku, aby se dostal rodině blíž, a krátce po Hitlerově nástupu k moci se s Hedvikou zasnubuje.
Dierkopf neustále naléhá, aby mu profesor Rapp sdělil výsledky svého bádání, ten však zůstává neoblomný, protože začíná tušit, co je nápadník jeho dcery zač. Dierkopf začíná dělat v Třetí říši velikou kariéru, postupně získává katedru historie po Profesorovi Rappovi, který ji musel z politických důvodů opustit a z jehož dcerou Hedvikou již se nemůže z podobných důvodů oženit, a nakonec to dotáhne až na pozici státního rady. Mezitím profesor Rapp umírá.
Dierkopf nechá Hedviku zatknout a před její matkou, Pavlínou Rappovou předstírá, že o ničem neví. Při této příležitosti se z ní psychologickým nátlakem snaží vytáhnout, kam profesor Rapp ukryl odkaz se svým tajemstvím. Ze strachu o dceru paní Rappová vyzradí číslo sejfu v Německé bance v Stuttgartu. Když se tam však společně rozjedou, zjistí jen, že je schránka prázdná. Dierkopfovi se podaří obě ženy z domu vystěhovat a zpřevrací celý dům v naději, že odkaz najde. Marně.
Do příběhu se vkládá knihovník Spengel, který zahájí rozhovor s vypravěčem příběhu, samotným autorem. Vypráví, že byl Dierkopfem také vyzván, aby po Rappově odkazu pátral, ale také marně. Dierkopf byl hledáním tak posedlý, že převrátil naruby nejen celý dům, ale také zahradu. To se mu stalo osudným. Při nočním kopání na zahradě ho prozradilo světlo, které zpozoroval bombometčík nepřátelského letadla. To vzápětí shodilo pumu, která ho zabila. Vypravěč se pak ještě jednou setkal s Hedvikou, která stále věří, že se pouzdro se zprávou o tajemství jejího otce jednou najde.
Povídka je zasazena do doby Hitlerova nástupu k moci a během války v Německu.

### Případ Neurofyziologa Dr. Bl. (1935)
Neurofyziolog Dr. Bl. sestrojí přístroj, který dokáže během pár minut určit inteligenci vyšetřovaného. O jeho vynálezu nazvaném inteligenční fotometr se vzrušeně hovoří, až se o něm nakonec doslechne diktátor jisté země (tím je zde myšlen italský diktátor Benito Mussolini). Doktorův přístroj se mu skvěle hodí a nechává na něm postupně prověřovat řadu svých spolupracovníků. Jednoho dne se s doktorem dohodne, že inteligenční test podstoupí i on sám. Výsledek pak byl zaslán diktátorovi v zapečetěné obálce. Ten dlouho váhá s jejím otevřením a stále odkládá seznámení se s výsledkem. Když už je téměř rozhodnut obálku otevřít, uvědomí si, že jej právě čeká důležitý projev. Dlouho zvažuje, co má učinit a nakonec obálku i s obsahem roztrhá a vydá se proslovit svůj projev.

### Neronova smrt (1935)
Tato povídka je studií historického románu Nepravý Nero, kterou Feuchtwanger napsal roku (1936). 
Za vlády císaře Nerona se ve Francii vzbouří jeho guvernér Galba, který se sám prohlásí za císaře a Nerona sesadí. Nero tomu však nevěnuje sebemenší pozornost a raději se věnuje svým zábavám. Ministři ho jen stěží přimějí, aby na guvernérovu hlavu vypsal odměnu a napsal do senátu své stanovisko k vzniklé situaci. Podobným způsobem reaguje i na další depeše přinášející zprávy o stále se zhoršující situaci a také o tom, že se ke Galbovi připojují další legie. Každou chvílí se zvyšuje ohrožení Říma vojsky ze severu a jak senátu, tak římskému lidu, který až doposud Nerona měl rád, dochází trpělivost. Nakonec hrozí nebezpečí, že všichni samotného císaře napadnou a zabijí. Císaře pak opouští i jeho osobní stráž, kterou si vždy hýčkal vysokými odměnami a dary.
Když se stav stává neúnosným, Nero je již obklopen jen svými posledními a nejvěrnějšími druhy, propuštěnci Fáonem, Télosem, Epafrodítem a jeho šestnáctiletým milcem Sporem. Fáon navrhuje, aby Nero odešel do jeho domu, kde nyní již bývalého císaře nebudou hledat. Nero souhlasí, a tak se v noci vydávají v přestrojení z Palatina do Fáonova domu v sousedství Říma. Císař tak získá trochu času, aby se připravil na dobrovolný odchod ze života, protože v případě zatčení by mu hrozila útrpná smrt. V temném a vlhkém sklepě, který je nejbezpečnějším místem v domě, si Nero oblékne slušný oděv vypůjčený od Fáona a s Epafrodítovou pomocí si protíná hrdlo dýkou.

### Wollstein (1942)
Pan Wollstein je proslulý obchodník uměním a zejména obrazy. Ve svém obchodě má vždy jen to nejlepší umění, a proto je trochu udivující, že poslední dobou podporuje a protežuje malíře Herberta Freye, který je podle ostatních odborníků spíše průměrným umělcem. Pan Wollstein však trvá na tom, že doba Freyova věhlasu teprve přijde. Nevlastní dcera pana Wollsteina si stěžuje, že jim Herbert Frey působí jen nesnáze. V tomto okamžiku vstupuje do příběhu vypravěč, kterým je opět autor povídky.
Po nástupu fašismu se pan Wollstein stěhuje do Paříže, kde pokračuje ve své obchodní činnosti. Tam potkává dalšího umělce, Poláka Michaela K., o kterém tvrdí, že je největší mladý talent, jakého kdy poznal, a chystá se uspořádat výstavu jeho obrazů. Michael K. naváže poměr s Wollsteinovou nevlastní dcerou, ale zdráhá se s ní oženit. Ještě než stihne výstavu uspořádat, vtrhnou německá vojska do Polska a Michael K. dobrovolně nastupuje do polských legií.
Když je Německem napadena i Francie, pan Wollstein se rozhoduje změnit místo výstavy na New York, kde jistě celý umělecký svět pozná malířovu velikost. Nacisté však ve Francii zavírají všechny podezřelé cizince, mezi nimi i pana Wollsteina, do tábora Les Milles. Ten však předtím stačí vyříznout plátna Michaela K. z rámů, vložit je mezi falešné stěny kufrů, a rozeslat do úschoven na nádražích po celé Francii v naději, že si je po skončení nebezpečí opět vyzvedne. Mezi těmito ukrytými obrazy byla též díla Tiepola, Matisse, Picassa a Degase. Lístky od úschoven nosil pečlivě schované v kapse od košile. 
Pomocí přátel se podaří pana Wollsteina propustit z tábora na návštěvu lékaře, při které je naplánován jeho útěk z Francie. Pan Wollstein to však odmítá z obavy, že by se mohla zavazadla s obrazy mezitím ztratit nebo být zabavena, a proto se vrací zpět do tábora. Je to však prý jen kvůli obrazům Michaela K. Autorovi se podaří dostat se do Ameriky, kde se seznamuje se sběratelem obrazů Mr. Donaldem, který mu ukazuje své exponáty – jedním z nich je obraz od Herberta Freye. Před vstupem Ameriky do války dostává autor dopis od pana Wollsteina, který je již v bezpečí v Lisabonu a podařilo se mu zachránit některá zavazadla s obrazy, mezi nimiž byl i jeden od Michaela K. Ten přišel ve válce v Polsku o pravou ruku, nicméně pan Wollstein věří, že si poradí i levačkou.
Některé motivy této povídky, zejména mecenáše a svérázných, zpola nevděčných umělců se objevují i v třetím díle Feuchtwangerovy trilogie Čekárna nazvané Exil.

### Po sezóně (1934)
Do turistického letoviska Vörtschau v Rakousku přijíždí postarší slavný básník Robert Wickersberg. Je tam však inkognito, protože nemá zájem stýkat se s lidmi, kteří ho znají a kteří by ho obtěžovali. Je po sezóně a celé městečko na břehu velkého jezera je již téměř vylidněné. Básník se ubytuje v hotelu Mangart, kde je nucen poslouchat pyšné vyprávění hoteliéra o místním slavném písničkáři Matyáši Laischacherovi a opakovaně si prohlížet jeho zarámovaný notopis. Tentokrát zde chce dokončit drama Asmodaj a častokrát při tom vzpomíná na číšníka ze své oblíbené vídeňské restaurace Františka Klüsgense, který za výrazem zdvořilosti vždy o Robertu Wickersbergovi pochyboval.
Jednoho dne se vydává na plovárnu, kde se seznámí s mladou Saskou Ilsou, která mu sděluje, že by chtěla do Berlína, a tam se stát herečkou. Je si však vědoma svého průměrného nadání a také odporu rodičů, kteří ji od tohoto záměru zrazují. Jednou si vyjdou na procházku po okolí městečka, před nimi si vykračují Ilsini rodiče. Robert Wickersberg je nenadálou známostí rozveselen, nic si však od ní neslibuje. Při příští návštěvě plovárny potkává Ilsu s mladým přítelem. Vyměňují si pár zdvořilostních frází, a potom dojde k diskuzi o vzdáleném ostrůvku a o možnosti k němu doplavat. Básník to bere jako výzvu a vydává se k ostrovu. Plavba trvá velmi dlouho, mezitím se stmívá a zanáší ho proud, s posledním zbytkem sil se vrací na již opuštěnou pláž.
Po návratu do hotelu se cítí velmi slabě, domácí paní Keinzenhuberová se o něj stará, ale pak je rozhodnuto, že musí být převezen do kaltfurthské nemocnice. Tou dobou se po celé zemi roznese, že ve Vörtschau pobývá známý básník a že následkem prochladnutí vážně onemocněl. To vyvolává senzaci, obrovský příliv turistů a v celém městečku se znovu otevírají hotely, ubytovny a restaurace. Robert Wickersberg cítí, že jsou jeho dny již sečteny, a tak nechává shromáždit celý rukopis Asmodaje a poslat ho číšníku Františku Klüsgensovi. Poté umírá. Ilsa se prohlašuje za jeho bývalou přítelkyni a otevírá se jí tak skvělá kariéra, proti které nyní již nic nenamítají ani její rodiče. Obyvatelé Vörtschau mají nového hrdinu a staví Robertu Wickersbergovi pomník hned naproti Matyáši Laischacherovi.

## Dramata

### Ďábel vBostonu (1948)
Děj se odehrává roku 1692 v Bostonu za doby nechvalně známého procesu salemských čarodějnic a je historickou paralelou na činnost Výboru pro neamerickou činnost a zároveň kritikou intolerance a protihumanistisckého dogmatismu.
Pastor druhé (severní) církve v Bostonu Cotton Mather se stává vůdcem celé bostonské kolonie poté, co se jemu a jeho přívržencům podařilo prosadit novou ústavu značně omezující lidská práva a posilující moc církve. Je v neustálém sporu se stoupencem liberálního křídla, doktorem Tomášem Colmanem, který je lékařem a pokladníkem kolonie v Massachusetts a zároveň jeho švagrem.
Pastor ze Salemu Samuel Parrish přivádí k Matherovi svou dceru Hanu, aby jí vrchní pastor pomohl zbavit se údajného pokoušení ďáblem. Snaží se přitom obvinit bývalého pastora Jiřího Burroughse, kterého již předtím připravil o místo pastora a nyní dychtí i po jeho majetku. Nutí Hanu, aby předstírala posedlost ďáblem a vypovídala o Burroughsových čarodějných praktikách. Hana se dostává do transu a popisuje své vidiny, které vždy negativně označují nepohodlné osoby. Dívka si uvědomuje, že získává moc nad životy lidí a že ji církevní rada považuje za velmi důležitého svědka, a v této nové pozici si libuje.
Krátce mezi ní a Matherovým synem Richardem přeskočí jiskra, Richard si je však vědom hrůznosti toho, co se děje, a odmítá Hanin návrh, aby spolu utekli. Matherova žena Abigail se snaží zmírňovat prudkost sporů mezi svým manželem a bratrem, ale marně. Po nějaké době zasedá soud ve složení Cotton Mather, Samuel Parrish a soudce Samuel Sewall a po Hanině „svědectví“ odsoudí Burroughse k trestu smrti oběšením.
Richard se stále víc odcizuje svému otci a nakonec přijímá strýcovu nabídku, aby s ním odešel do Londýna. Po vykonání rozsudku vypukne lidové povstání a Parrish, Sewal a další se zříkají svých činů. Hana se ze zoufalství oběsí na šibeničním dubu. Liberální křídlo vítězí a jen samotný Cotton Mather zůstává věrný své staré víře a ústavě a nechce připustit svou vinu. Sepisuje zprávu a tím děj končí…

### Vdova Capetová (1953)
Historické drama, které navazuje na historický román Bláznova moudrost o filosofu Jean-Jacquesovi Rousseauovi napsaný roku 1952. Odehrává se na podzim roku 1793 a zachycuje poslední dny vdovy Marie Antoinetty, nyní občanky Capetové, po francouzském králi Ludvíku XVI. popraveném francouzskými revolucionáři v srpnu 1792.
Marie Antoinetta Habsburská je spolu se svou dcerou Marií Terezií Bourbonskou a švagrovou Alžbětou v domácím vězení v pařížském Templu. Její syn Ludvík Karel je převychováván členem Pařížské generální rady, švecem Antoinem Simonem. Marie Antoinetta plánuje s pomocí dozorkyně Tissonové a převlečeného plukovníka pluku flanderských granátníků François-Xaviera de Rougemonte útěk v převleku. Útěk je však vyzrazen a věznění se následkem toho zostří.
Revoluční tribunál (sekretář Le Coq, president Herman a generální návladní Fouquier), Výbor pro obecné blaho (Saint-Just a Gaudet) a Pařížská generální rada (Antoin Simon, Hébert a Michonis) se často scházejí na porady o osudu Marie Antoinetty. Zatímco Revoluční tribunál hájí stanovisko ponechat si zajatkyni živou jako rukojmí, které mohou později směnit za vlastní zajatce, ostatní usilují o její život, prohlašujíce, že jiný postup by vedl k dojmu nerozhodnosti nebo zbabělosti. Mezníkem sporu je včasné osvobození pevnosti Maubeuge, které by jí dalo šanci, protože by se tím otevřel prostor pro vojenská a politická vyjednávání s rakouskými vojenskými veliteli.
K osvobození Maubeuge však nedojde včas, a tak je Marie Antoinetta čili vdova Capetová odsouzena k trestu smrti gilotinou. Před popravou ji v cele navštíví Louis de Saint-Just, který jí sděluje rozsudek a jeho zdůvodnění. Jeho vysvětlení je však odmítnuto, a tak odchází s nepořízenou. V poslední chvíli se Antoinettě svěří Tissonová, že její útěk prozradila ona, protože si myslela, že se již o něm dávno ví. Antoinetta jí odpouští a vydává se na popraviště. Po ráně gilotiny se ozývají výkřiky „Ať žije republika!“

## Esej

### Desdemonin dům (1961)
Esej Desdemonin dům s podtitulem aneb O velikosti a hranicích historické beletrie pochází z Feuchtwangerovy pozůstalosti a bohužel je jen částí rozsáhlejší studie, protože ji autor již nestačí před svou smrtí roku 1958 dokončit.
První kapitola pojednává o historickém románu jako o prostředku vyjádření současných pocitů pomocí časového odstupu, který autorovi umožňuje zasazení příběhu do nějakého vhodného historického rámce. Tento princip ukazuje na řadě románů svých i jiných autorů a předkládá rozsáhlou historii historického románu doplněnou četnými analýzami. V druhé, nedopsané kapitole se Feuchtwanger věnuje otázkám vzniku historického románu a vztahu spisovatele k historické látce. Díky skutečnosti, že esej není dokončena ani upravena, působí zcela autenticky a vyjadřuje autorovy bezprostřední pocity bez jakýchkoliv zjemnění, která by jistě později učinil.

## Vydání
Německá
- Gesamelte Werke, Band 14 a Stücke in Prosa (povídky a dramata), Augbau-Verlag, Berlín a Výmar 1964
- Das Haus der Desdemona, Greifenverlag, Rudolstadt 1961

Česká
- Desdemonin dům, překlad Valter Feldstein a Vladimír Procházka (Vdova Capetová), Odeon, Praha 1968